# Љенце Ресвидин
Љенце Ресвидин, познат само као Љенце, је горански певач народне и традиционалне горанске музике који пева на нашинском горанском језику. Потиче из села Млике. Већина његових песама доступна је на јутјубу, на каналима посвећеним горанској традицији и музици. За песму Сви другари постоји музички спот. Неке од његових песама су обраде турских песама. Наступа са бендом Рестелица.

## Дискографија

### Синглови
- Сви другари (2009)
- На порта ваша (2009)
- Ако пукне срце (2010)
- Ако имаш душа ти (2010)
- Љично дејче украје (2010)
- Веруј душа ме бољи (2010)
- На аксам (2010)
- Ако земем тебе (2011)
- Ја на корзо а ти тује (2011)[2]
- Еј другари (2011)
- Ја на корзо а ти тује (2011)
- Ево ти број (2011)
- Млого дејко ти верујеш (2012)
- Од све села доџаје (2013)
- Со мене ти застани (2013)
- Вутро стани мила мати (2013)
- Ти си за мене ти (2013)
- Мамиш себе (2013)
- Ти и ја чујене во Гора (2013)
- Во кафана цев ноћ седим (2013) дует са Зенде
- Највише те сакам (2014)
- Денска је наш ден (2014)
- Ка да те забраим (2017)
- Он ми беше срећа (2017)
- Ти си муа успомена (2017)
- Имаш јена страница (2018)
- Играј бабо играј нане (2020)
- Стегнато ти срце (2022)
- Врати наше слике (2023)
- Те сакам од малова (2023)
- Нетије први пут (2023)
- Научи ме мила нане (2023)